# (34997) 1978 OP
(34997) 1978 OP est un astéroïde de la ceinture principale de 6,803 km de diamètre découvert en 1978.

## Description
(34997) 1978 OP a été découvert le 28 juillet 1978 à Bickley en Australie-Occidentale par l'Observatoire de Perth.

### Caractéristiques orbitales
L'orbite de cet astéroïde est caractérisée par un demi-grand axe de 2,70 ua, un périhélie de 2,27 ua, une excentricité de 0,16 et une inclinaison de 14,83° par rapport à l'écliptique. Du fait de ces caractéristiques, à savoir un demi-grand axe compris entre 2 et 3,2 ua et un périhélie supérieur à 1,666 ua, il est classé, selon la JPL Small-Body Database, comme objet de la ceinture principale.

### Caractéristiques physiques
(34997) 1978 OP a une magnitude absolue (H) de 13,3 et un albédo estimé à 0,212, ce qui permet de calculer un diamètre de 6,803 km.Ces résultats ont été obtenus grâce aux observations du Wide-Field Infrared Survey Explorer (WISE), un télescope spatial américain mis en orbite en 2009 et observant l'ensemble du ciel dans l'infrarouge, et publiés en 2015 dans un article présentant les résultats concernant 7 956 astéroïdes.